# River Calder (vattendrag i Storbritannien, Skottland, lat 55,78, long -4,62)
River Calder är ett vattendrag i Storbritannien.   Det ligger i riksdelen Skottland, i den nordvästra delen av landet, 600 km nordväst om huvudstaden London.